# Liste der Einträge im National Register of Historic Places im Winston County (Alabama)
Die Liste der Registered Historic Places im Winston County führt alle Bauwerke und historischen Stätten im Winston County in Alabama auf, die in das National Register of Historic Places aufgenommen wurden.

## Aktuelle Einträge
| Lfd. Nr. | Name                         | Bild | Datum der Eintragung | Adresse/Lage                      | Ort            | ID-Nr.   | Beschreibung |
| -------- | ---------------------------- | ---- | -------------------- | --------------------------------- | -------------- | -------- | ------------ |
| 1        | Archeological Site No. 1WI50 |      | 14. Dez. 1985        | Adresse Verschlusssache           | Haleyville     | 85003119 |              |
| 2        | Feldman’s Department Store   |      | 12. Aug. 2009        | 800 20th St.                      | Haleyville     | 09000607 |              |
| 3        | Houston Jail                 |      | 5. Juni 1975         | abseits der U.S. 278 an der SR 63 | Houston        | 75000331 |              |
| 4        | Winston County Courthouse    |      | 27. Aug. 1987        | Addison Rd.                       | Double Springs | 87001416 |              |